# Live at Brixton
Live at Brixton – album koncertowy zespołu Good Charlotte nagrany w londyńskiej Academy Of Brixton 13 grudnia 2003. Płyta DVD.

## Lista utworów
1. „The Anthem”
2. „Festival Song”
3. „Riot Girl”
4. „Wondering”
5. „My Bloody Valentine”
6. „Hold On”
7. „The Story Of My Old Man”
8. „I Heard You”
9. „Movin’ On”
10. „Emotionless”
11. „The Day That I Die”
12. „The Young & The Hopeless”
13. „Lifestyles Of The Rich & Famous”